# مارتین آبنا
مارتین آبنا (انگلیسی: Martin Abena؛ زادهٔ ۱۴ ژوئن ۱۹۸۶) یک بازیکن فوتبال اهل کامرون است.